# George Marston (artiste)
Pour les articles homonymes, voir George Marston.
George Edward Marston, né le 19 mars 1882 à Southsea et mort le 22 novembre 1940 à Taunton, est un peintre et graveur britannique.
Il a participé à l'expédition Endurance et à l'expédition Nimrod en Antarctique.